# Cajvana
Cajvana (în germană Keszwana/Keschwana, în ucraineană Кажване, transliterat: Kajvane) este un oraș în județul Suceava, Bucovina, România, format din localitatea componentă Cajvana (reședința), și din satul Codru. La recensământul din anul 2024, localitatea avea o populație de 11.987 locuitori, fiind al optulea centru urban ca mărime al județului. A fost declarat oraș prin Legea 83/2004, împreună cu alte 7 localități din județul Suceava.
Cajvana este o așezare în care principala ocupație a locuitorilor sunt construcțiile și agricultura. Cajvana nu este racordată la sistemul național de căi ferate. Din structura orașului Cajvana mai face parte satul Codru.
Localitatea este cunoscută în special pentru stejarul multisecular, despre care legenda spune că la umbra sa au poposit însuși domnitorul Moldovei Ștefan cel Mare și oștenii săi, probabil în anul 1476, dar și pentru gospodăriile foarte bogate și casele scumpe de cărămidă. 
Orașul a început să se dezvolte în ultimii ani și multe întreprinderi s-au deschis, precum blocuri de apartamente, o policlinică, două clinici medicale private, cafenele, supermarketuri, depozite de materiale de construcții, restaurante si multe altele.
Este un oraș cu un peisaj frumos, cu oameni gospodari, case de lux și în continuă dezvoltare.  

## Istoric
Cadrul geografic al localității, condițiile deosebite de habitat au condus la continuitatea de locuire a acestor meleaguri, din paleolitic până în prezent, motivantă fiind nu numai continuitatea, dar și densitatea și dinamica de locuire. Această permanență de locuire este dovedită de izvoarele arheologice și în secolele VII-XII pe când sub numele de „câmp” se înfiripa obștea sătească medievală. Primii stăpâni ai acestor meleaguri au fost Stoian care primea dania de la Alexandru cel Bun, apoi Vlad Negrul și Sandru Gherman.
În timpul lui Ștefan cel Mare meleagurile acestea au făcut parte din Ocolul Domnesc, iar biserica de pe aceste locuri, unde fusese Popa Matei va fi închinată de măritul voievod Episcopiei Rădăuților în anul 1490.

### Legende
Satul și-a legat numele de domnia celui mai vestit domnitor al Moldovei, Ștefan cel Mare. De la primele povești copiii foarte numeroși ai Cajvanei află că la umbra stejarului multisecular din localitate a poposit Ștefan de Mare, trecând pe aici într-o vară când țara era cotropită de necredincioși, probabil prin 1476. A fost surprins să audă sunete de trâmbiță, de parcă cineva se pregătea să-l atace. S-a oprit cu ostașii ce-l însoțeau sub acest stejar, gata să facă față unui eventual atac dușman. Nu erau însă dușmani, ci bacii localității care-și chemau oile la muls la amiază prin trâmbițele pe care le folosesc la fel și astăzi. Auzind ce oaspete de seamă este venit, sătenii, cu mic cu mare, au îngenuncheat după datină și l-au primit cu caș în loc de pâine și cu sare. Cașul a fost atât de mare încât a stârnit exclamația unui supus: „Mărite, doamne, ce caș avan!” Aflând Ștefan cel Mare că acesta a fost făcut într-o vană, a dat numele orașului Cașvana. Și de atunci numele orașului nu s-a schimbat, chiar dacă stăpânii și ocupațiile s-au tot perindat prin zona Bucovinei.
Aceasta este legenda orașului, dar legenda stejarului evocă evenimente mult mai vechi, de la marea năvălire tătară din 1241-1242, când toți bărbații orașului au murit în luptă și fiind atât de mulți nu au mai putut fi duși în cimitir. Atunci s-a săpat un șanț uriaș unde au fost îngropați cu toții și pentru a nu se uita locul a fost sădit un stejar. Acela este stejarul cel bătrân de astăzi.

### Atestare documentară
Spre sfârșitul domniei, Ștefan cel Mare schimbă aceste meleaguri cu „bunul nostru Caliian” care era stăpânul a trei sate: Cosaceuți, Trincinte și Strijacouți din ținutul Soroca care vor fi date „să asculte de cetatea noastră, de Soroca”. Urmașii acestui Caliian, în 1517, în timpul lui Bogdan Voievod, fiul lui Ștefan cel Mare, vând meleagurile Cajvanei lui Luca Arbore, portarul de Suceava, iar după moartea năprasnică a hatmanului vor fi moștenite de una din fete, Marica Călugărița.
Prima atestare documentară este datată 3 iulie 1575, când domnul Moldovei, Petru Șchiopul hotărăște împărțirea moșiilor fostului portar al Sucevei, prilej cu care Cajvana și satul vecin Hrincești (astăzi cătunul Codru) revenea uneia din cele 6 fete ale sale, Marica Călugărița, la bătrânețe. În anul 1615 satul și teritoriile sale sunt cumpărate de Ștefan Tomșa care le va face danie Mănăstirii Solca, în a cărei proprietate vor rămâne până la 1785, când domeniile mănăstirii se desființează. Până în 1849 a făcut parte din Fondul Religionar al Bucovinei, în acel an câștigându-și autonomia. De atunci și până astăzi a fost o localitate intens locuită, cu populație în continuă creștere.

## Geografie

### Localizare
Cajvana, străveche vatră istorică, este situată în centrul județului Suceava, la 36 km nord-vest de municipiul cu același nume, reședința județului, la 38 km nord-est de orașul Gura Humorului, la 30 km sud de municipiul Rădăuți și la 12 km sud-est de cel mai mic oraș al județului, Solca.
Orașul Cajvana are următorii vecini: 
- la est: comuna Grănicești (satul Gura Solcii) și comuna Todirești (cătunul Sârghiești);
- la sud: comuna Todirești (satele Todirești și Soloneț) și comuna Comănești;
- la vest: comuna Comănești și comuna Botoșana;
- la nord: comuna Arbore (satul Arbore), comuna Iaslovăț și orașul Milișăuți.

Prin apropierea hotarului sudic cu Todirești, Soloneț și Comănești, la distanța de aproximativ 1 km trece și linia de cale ferată Suceava – Cacica – Gura Humorului, care are stații atât în Todirești (Halta Todirești), cât și în Comănești (Halta Soloneț), astfel că și legătura pe calea ferată este oarecum la îndemâna locuitorilor.

### Relief și hidrografie
Teritoriul orașului Cajvana este situat în două bazine hidrografice: Soloneț (care drenează partea sudică prin pârâul Cajvana cu toți afluenții săi) și Solca (care drenează partea nordică prin pâraiele Crivăț și Berbec). Relieful zonei orașului este marcat de dealurile Staniște (434 metri), Muncel (464 metri), Dumbrava (469 metri), Crăncești (464 metri), Bobeica (480 metri) și Borodea (44 metri), pe acestea găsindu-se și cele mai vechi urme ale omului preistoric în paleoliticul târziu, eneolitic, neolitic, epoca bronzului și epoca fierului.
Aceste date demonstrează că o eventuală investiție în realizarea unor lucrări de canalizare nu ar găsi nici un impediment, fiind foarte ușor de realizat. Apa freatică pe platouri se găsește cantonată la adâncimi doar de peste 5 m, pe când pe firele de văi, stratul acvifer este situat doar la adâncimi între 0,5-1,5 metri. Pe versanți se semnalează prezența izvoarelor de coastă, numite de localnici „cioroaie”, aluzie la susurul pe care-l face curgerea apei. Prezența apei la aceste adâncimi a făcut ca majoritatea locuințelor să aibă apa curentă folosită atât la baie sau menaj, cât și pentru sectorul zootehnic, din fiecare gospodărie.

### Suprafață
Suprafața totală a localității este de 2.483 hectare, din care vatra actuală a orașului Cajvana măsoară 752 hectare. Vatra orașului de astăzi are o formă compactă cu ieșiri tentaculare de-a lungul drumului județean DJ 178D spre Soloneț și Arbore, și drumuri comunale către Iaslovăț, Comănești, Botoșana și Codru. Rețeaua de drumuri comunale este legată de drumul județean DJ 178D, care parcurge ruta Suceava, Todirești, Cajvana, Arbore și apoi spre Solca sau Rădăuți, astfel încât este o bună legătură rutieră cu principalele orașe ale județului, drumul județean asfaltat în ultimii ani scurtând și mai mult distanțele.

## Demografie
Componența etnică a orașului Cajvana
     Români (95,69%)
     Alte etnii (0,3%)
     Necunoscută (4,02%)
Componența confesională a orașului Cajvana
     Ortodocși (70,89%)
     Penticostali (24,64%)
     Alte religii (0,32%)
     Necunoscută (4,15%)
Conform recensământului efectuat în 2021, populația orașului Cajvana se ridică la 9.139 de locuitori, în creștere față de recensământul anterior din 2011, când fuseseră înregistrați 6.901 locuitori. Majoritatea locuitorilor sunt români (95,69%), iar pentru 4,02% nu se cunoaște apartenența etnică. Din punct de vedere confesional, majoritatea locuitorilor sunt ortodocși (70,89%), cu o minoritate de penticostali (24,64%), iar pentru 4,15% nu se cunoaște apartenența confesională.

### Recensământul din 1930
Componența etnică a orașului Cajvana
     Români (95,67%)
     Germani (2%)
     Evrei (0,7%)
     Altă etnie (1,63%)
Componența confesională a orașului Cajvana
     Ortodocși (95,5%)
     Romano-catolici (2%)
     Mozaici (0,7%)
     Fără religie (1,8%)
Conform recensământului efectuat în 1930 populația orașului Cajvana se ridica la 2.273 locuitori. Majoritatea locuitorilor erau români (95,67%), cu o minoritate de germani (2,0%) și una de evrei (0,7%) Din punct de vedere confesional, majoritatea locuitorilor erau ortodocși (95,5%), dar existau și minorități de romano-catolici (2,0%) și mozaici (0,7%).

## Politică și administrație
Orașul Cajvana este administrat de un primar și un consiliu local compus din 17 consilieri. Primarul, Gheorghe Tomăscu[*], de la Partidul Social Democrat, este în funcție din 2000. Începând cu alegerile locale din 2024, consiliul local are următoarea componență pe partide politice:
|  | Partid                          | Consilieri | Componența Consiliului | Componența Consiliului | Componența Consiliului | Componența Consiliului | Componența Consiliului | Componența Consiliului | Componența Consiliului |
|  | ------------------------------- | ---------- | ---------------------- | ---------------------- | ---------------------- | ---------------------- | ---------------------- | ---------------------- | ---------------------- |
|  | Partidul Social Democrat        | 7          |                        |                        |                        |                        |                        |                        |                        |
|  | Partidul Mișcarea Populară      | 3          |                        |                        |                        |                        |                        |                        |                        |
|  | Partidul Național Liberal       | 3          |                        |                        |                        |                        |                        |                        |                        |
|  | Alianța pentru Unirea Românilor | 3          |                        |                        |                        |                        |                        |                        |                        |
|  | Partidul Lege Educație Unitate  | 1          |                        |                        |                        |                        |                        |                        |                        |

## Monumente
- Biserica Sfinții Arhangheli Mihail și Gavriil din Cajvana – biserică ortodoxă construită între anii 1906-1911 în centrul satului. Este cunoscută în România prin faptul că are un acoperiș din tablă din inox „bombardată cu aur”.
- Stejarul multisecular din Cajvana – legenda spune că la umbra acestui copac au poposit Ștefan cel Mare și oștenii săi, probabil în anul 1476.

## Personalități
- Dragoș Rusu (1910-1994), jurist
- Gavril Mîrza (n. 1949), politician
- Luca Pițu (1947-2015), filolog, eseist, profesor universitar.

## Imagini

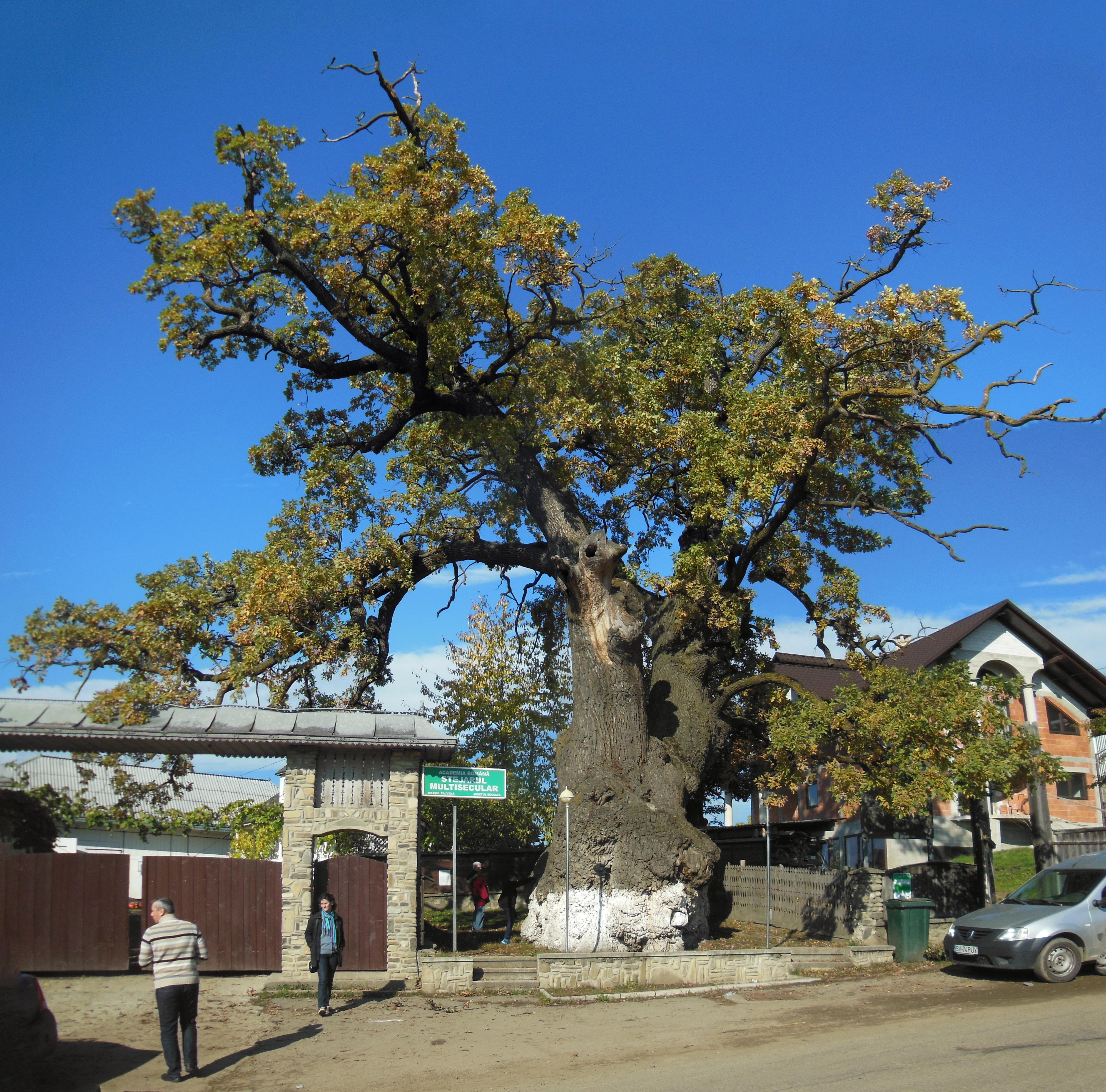
Stejarul multisecular din Cajvana
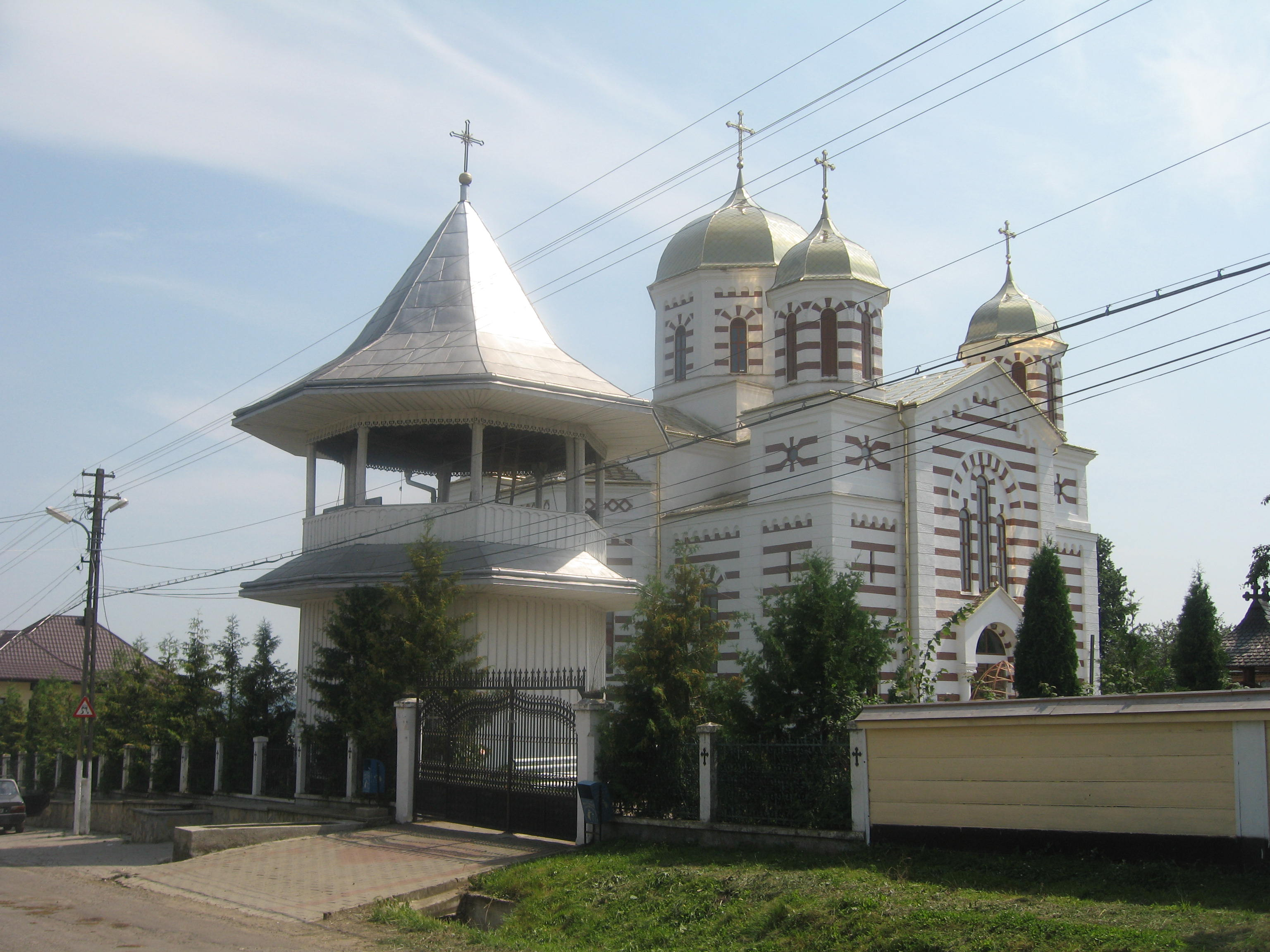
Biserica Sfinții Arhangheli Mihail și Gavriil din Cajvana
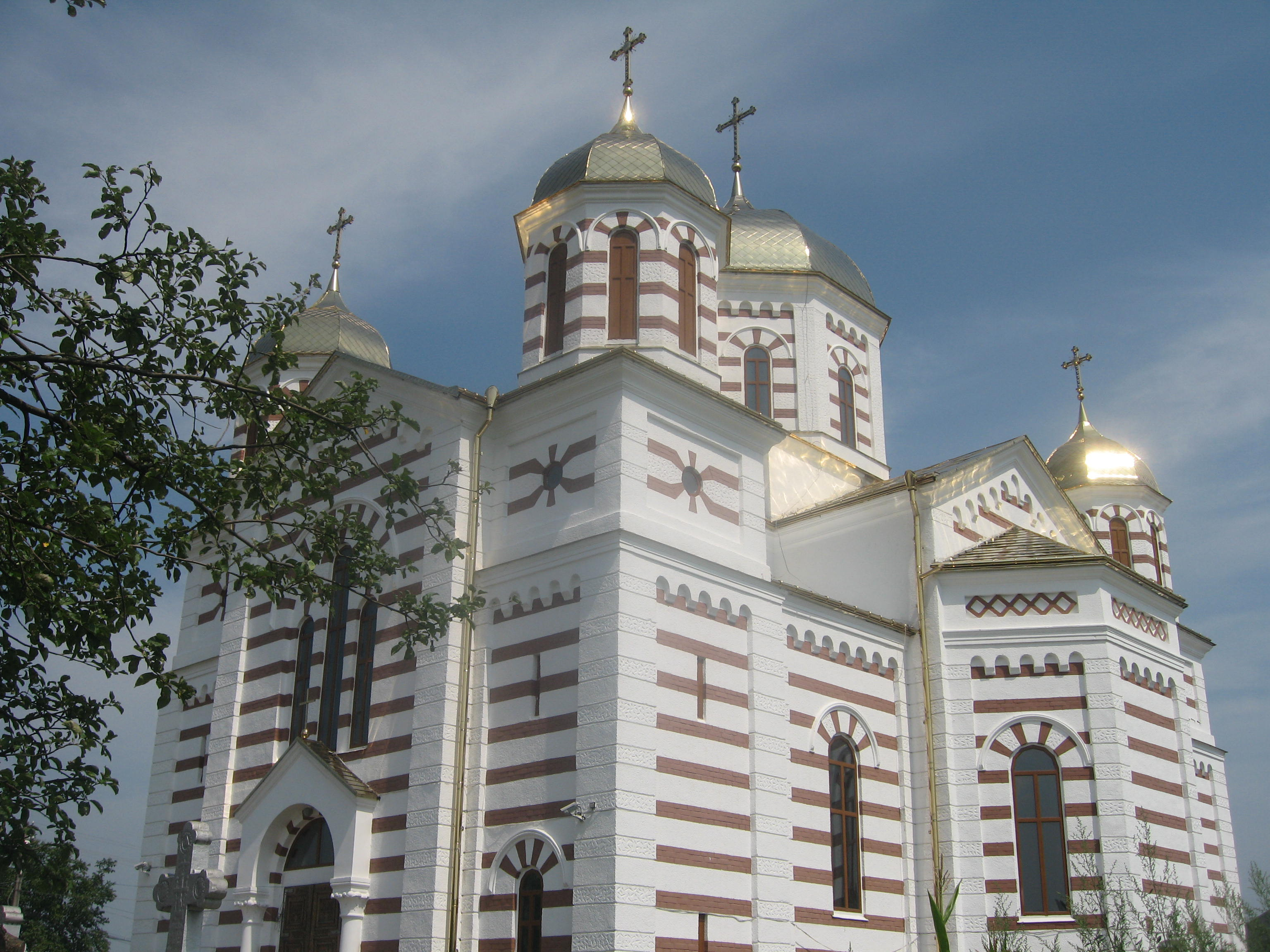
Biserica Sfinții Arhangheli Mihail și Gavriil din Cajvana
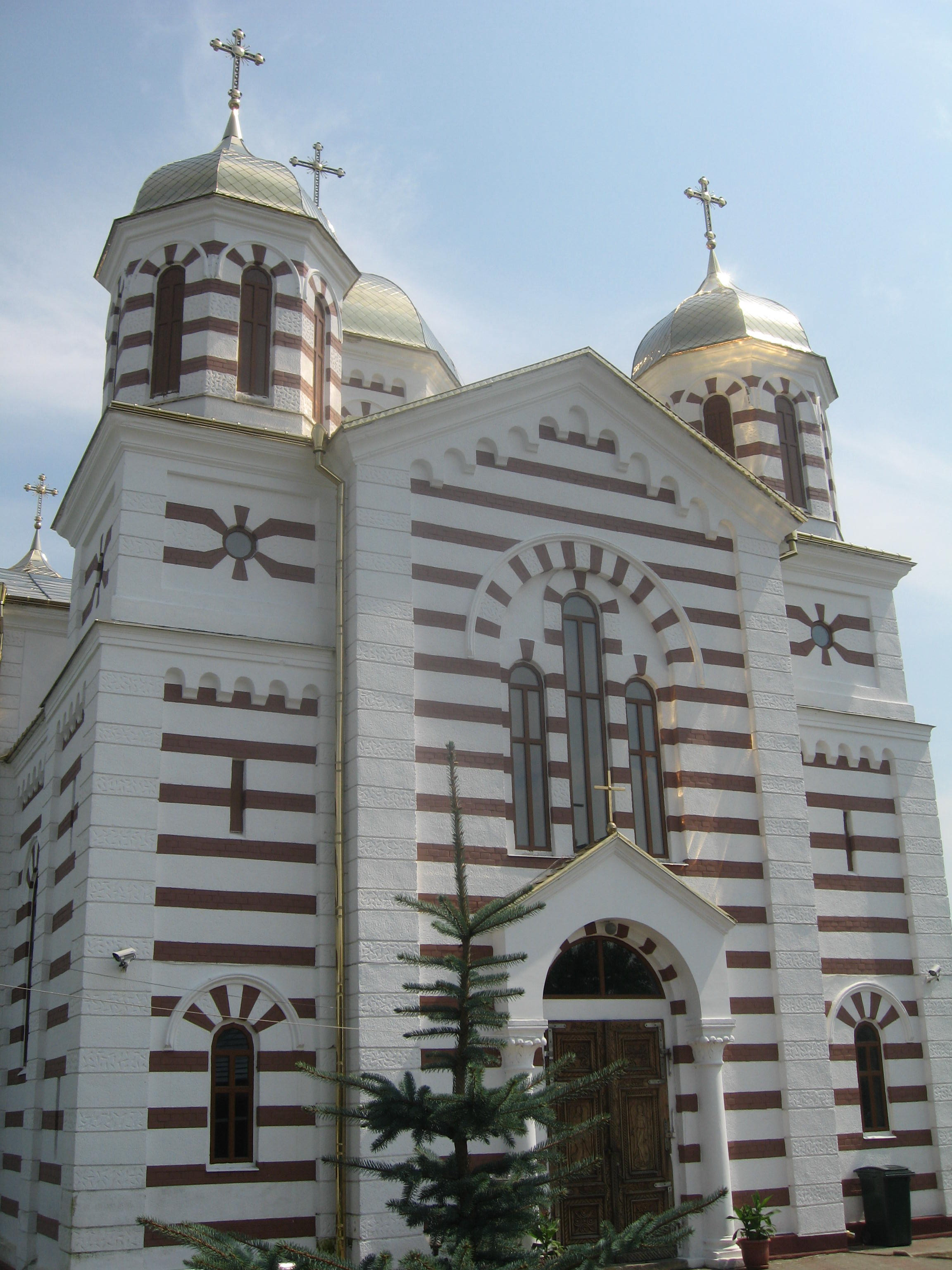
Biserica Sfinții Arhangheli Mihail și Gavriil din Cajvana
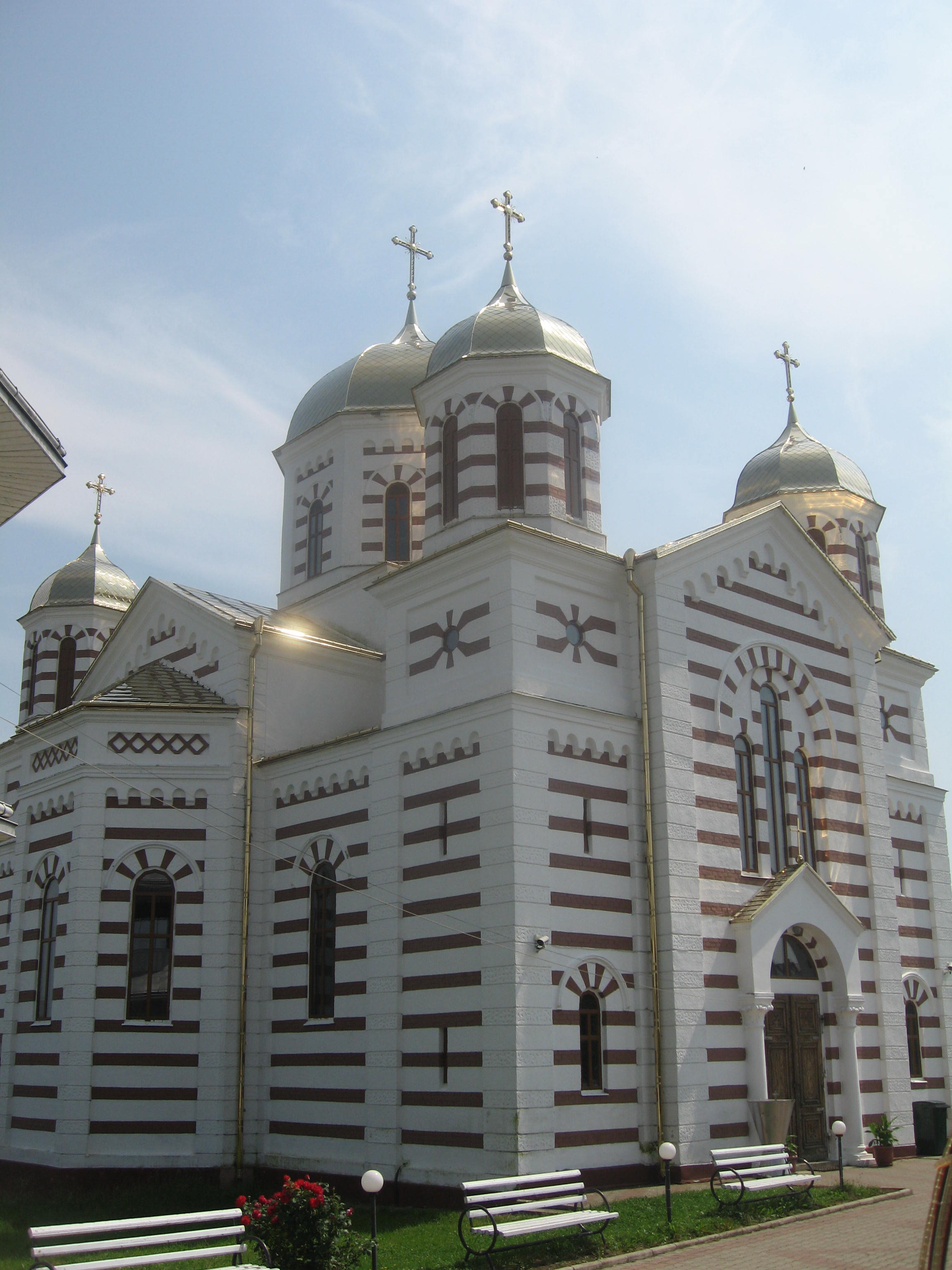
Biserica Sfinții Arhangheli Mihail și Gavriil din Cajvana